# 亞克興角
38°57′11″N 20°46′05″E / 38.953°N 20.768°E

亞克興海戰地圖

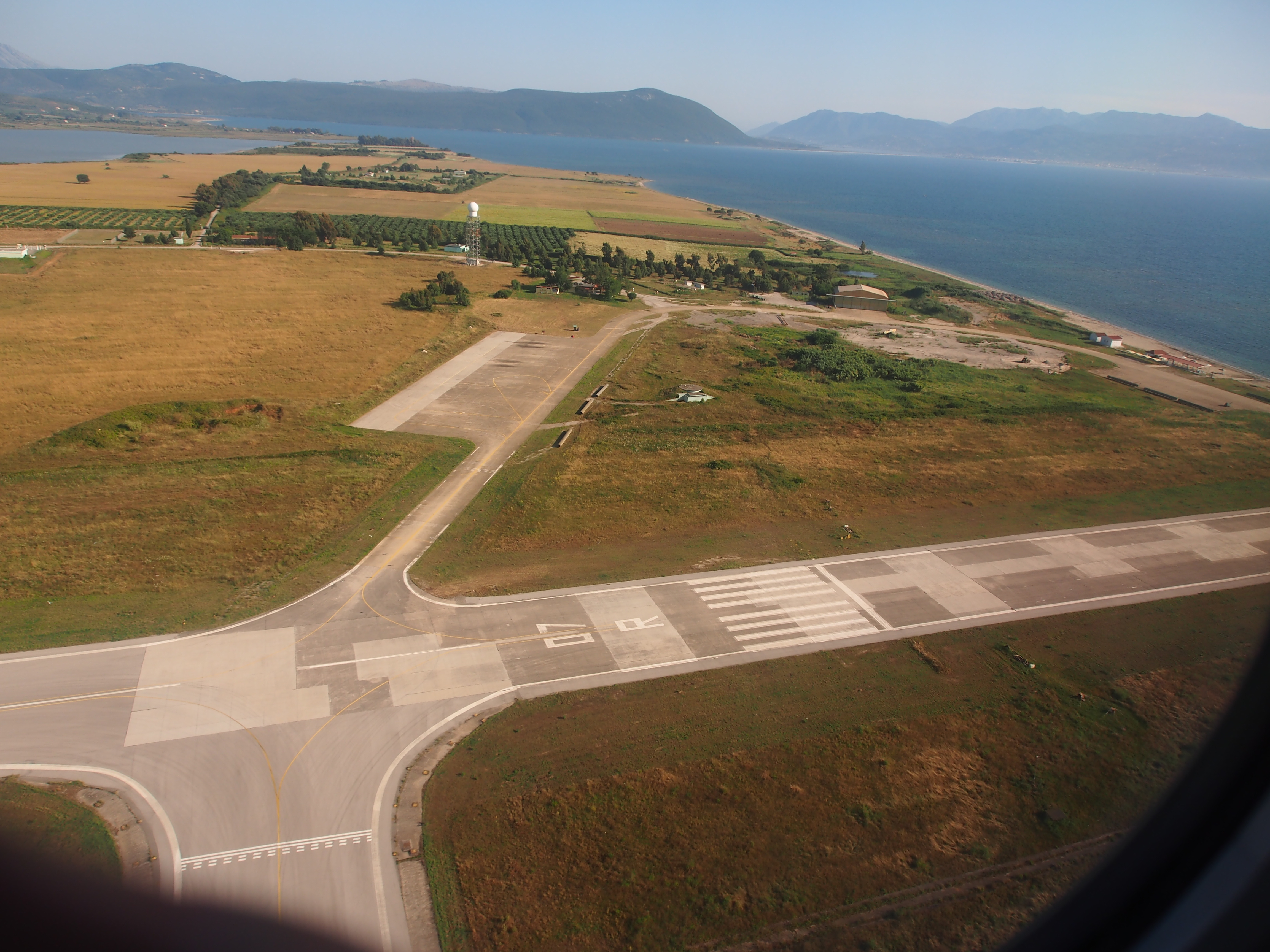
机场和半岛

亞克興角（羅馬化：Aktion）是希臘西希腊大区埃托洛阿卡纳尼亚专区的一個海角，位于伊奥尼亚海和阿姆夫拉基亚湾之间海峡的南岸，海峡的对面为普雷韋扎市。
公元前31年該處爆發亞克興海戰，屋大維擊敗馬克·安東尼，開創羅馬帝國。
现今半岛上有亚克兴机场，主要为普雷韋扎市及周边地区服务。行政上该半岛处于亚克兴-沃尼察市镇。